# François Endene
François Endene Elokan, né le 20 octobre 1978 à Yaoundé au Cameroun, est un footballeur international camerounais. Il a également la nationalité mexicaine.

## Biographie

### En club

#### Débuts
Il commence sa carrière professionnelle au Mexique où il joue avec plusieurs équipes du championnat de deuxième division.

#### Raja CA (2001-2003)
Le 31 décembre 2001, il arrive à Casablanca pour signer au Raja Club Athletic qui venait de remporter son sixième championnat consécutif. Il s'impose rapidement avec l'équipe marocaine et marque le 13 mars 2002, son premier but contre l'Ittihad Khémisset en championnat (victoire 0-1).
Le 23 mars, il marque son premier but en compétition africaine au titre du premier tour de la Ligue des champions 2002 face à Wallidan FC à Banjul.
Le 17 novembre 2002, le Raja élimine au terme d'un match historique, l'ASEC Abidjan en demi-finale de Ligue des champions après la victoire des Ivoiriens à l'aller (2-0), grâce à une victoire 4-0 au Stade Mohamed-V,. Auteur d'un doublé, le Camerounais s'avère décisif et permet aux Marocains d'accéder à leur quatrième finale de la compétition pour affronter le Zamalek SC. Après un score vierge à l'aller, le Raja s'incline au Caire (0-1) et perd ainsi une finale de Ligue des champions pour la première fois,.
La saison suivante est plus compliquée, François Endene n'inscrit son premier but qu'en février 2003 dans le camp de l'AS FAR. Néanmoins, il est le troisième meilleur buteur des Verts au terme de la saison avec 8 réalisations.

#### Chine et Pologne (2003-2006)
A l'été 2003, il rallie le Chengdu Tiancheng qui évolue alors en deuxième division chinoise. Entre 2004 et 2006, il joue avec le Podbeskidzie Bielsko-Biała, le Pogoń Szczecin et le ŁKS Łódź en prêt.

#### Albanie et fin de carrière au Viêt Nam (2006-2012)
Après avoir remporté la Coupe d'Albanie en 2007 avec le KS Besa Kavajë, il s'envole pour le Viêt Nam où il remporte la Coupe du Viêt Nam avec le Navibank de Saïgon en 2011,.
Il joue une dernière année au Can Tho FC en 2011-2012 avant de prendre sa retraite sportive.

### En équipe nationale
Le 20 avril 1997, il inscrit son seul but en sélection camerounaise en ouvrant le score lors d'un match amical face au Congo sous la houlette de Henri Depireux (2-0).

## Palmarès
Raja Club Athletic
- Coupe de la CAF
  - Vainqueur en 2003
- Championnat du Maroc
  - Vice-champion en 2003
- Ligue des champions de la CAF
  - Finaliste en 2002.

 KS Besa Kavajë
- Coupe d'Albanie
  - Vainqueur en 2007

 Navibank de Saïgon
- Coupe du Viêt Nam
  - Vainqueur en 2011